# جان گریفین گریفین، چهارمین بارون هاوارد دی والدن
جان گریفین گریفین، چهارمین بارون هاوارد دی والدن (انگلیسی: John Griffin, 4th Baron Howard de Walden؛ ۱۳ مارس ۱۷۱۹ – ۲۵ مه ۱۷۹۷) فرد نظامی اهل بریتانیا بود. وی همچنین برندهٔ جوایزی همچون نشان حمام شده‌است.